# Olga Šarkovová
Olga Alexejevna Šarkovová (* 5. května 1968) je bývalá sovětská a ruská sportovní šermířka, která se specializovala na šerm fleretem. Na začátku sportovní kariéry závodila pod dívčím jménem Olga Sidorovová. Sovětský svaz a Rusko reprezentovala v devadesátých letech. Jako sovětská reprezentantka zastupovala kujbyševskou šermířskou školu, která spadala pod Ruskou SFSR. Na olympijských hrách startovala v roce 1996 a 2000 v soutěži jednotlivkyň a družstev. Se sovětským družstvem fleretistek vybojovala dvakrát druhé místo (1990, 1991) na mistrovství světa a v roce 2000 vybojovala s družstvem titul mistryň Evropy.